# باتريك أندرسون (لاعب كرة قدم)
باتريك أندرسون (16 يوليو 1970 - ) هو لاعب كرة قدم سويدي في مركز الوسط. لعب مع نادي مالمو.

## وصلات خارجية
- باتريك أندرسون على موقع قاعدة بيانات كرة القدم.إي يو (الإنجليزية)